# Керацуда
Керацуда е винен сорт грозде, разпространен предимно в Югозападна България. Познат е и с наименованията: Бяла бреза, Мисирчино, Древник.
Заема малки площи в районите на Симитли, Кресна и Сандански.
Късно зреещ сорт. Гроздето узрява през втората половина на септември. Лозите имат буен растеж, висока родовитост и дават висок добив. Развива се добре на хълмове с добро изложение. Сравнително устойчив е на суша, студ и гниене.
Гроздът е среден (155 г.), цилиндричен, силно сбит. Зърната са средни (2,1 г.), овални, зеленикаво-жълти или кехлибарени. Кожицата е прозрачна, дебела и крехка. Вътрешността е слабо месеста, сладка, с приятен вкус.
Използва се за приготвяне на бели трапезни вина, с приятен вкус и специфичен аромат.